# جون إرنست راندال
جون إرنست راندال (بالإنجليزية: Jack Randall)‏ هو عضو هيئة تدريس جامعية ‏ وعالم أسماك أمريكي، ولد في 22 مايو 1924 في لوس أنجلوس في الولايات المتحدة.